# すぎむらしんいち
すぎむら しんいち（1966年2月28日 - ）は、日本の漫画家。本名、杉村伸一。北海道札幌市北区太平出身。北海道札幌北陵高等学校、北海学園大学法学部卒業。

## 概要
第14回ちばてつや賞ヤング部門大賞受賞。受賞作『きょうの出来事』でデビュー。
40歳くらいで老眼になり、他の漫画家に倣って、拡大できるデジタル作画に移行した。当時は、パソコンに接続して間接的にモニターで漫画表示するペンタブレットしかなく、慣れて液晶タブレットには移行せず、そのまま使用している。自由に消せるため、作画時間は、アナログ時代に比べて、作業が遅く長くなった。
妻は同じ漫画家仲間であった風間やんわりの姉。

## 作風
- 各種サブカルチャーに詳しく、ヤクザ・ヤンキーからマニア・オタクまでを含む、エキセントリックで多彩な登場人物が繰り広げる物語を描く。
- 出版不況が漫画に及び、2017年から、転換を模索し、3年間、休業していた。読者層の拡大を視野に入れて、2020年、初の美男美女を主人公にする、正統派ラブストーリー『最後の遊覧船』で、復帰する[5]。

## 作品リスト

### 単行本
- サムライダー（『ヤングマガジン海賊版』、『週刊ヤングマガジン』、1987年 - 1989年、全3巻） - 2003年に『サムライダー88』として再刊。
- 右向け左!（原作：史村翔、『ヤングマガジン』、1989年 - 1991年、全8巻） - 1995年に村上淳主演の『右向け左!自衛隊へ行こう』として映画化。
- ホテルカルフォリニア（『ヤングマガジン』、1991年40号 - 1993年2・3号、全5巻）
- 東京プー（『ヤングマガジン』、1993年 - 1994年、全5巻）
- 超・学校法人スタア學園（ヤングマガジン、1994年 - 2000年、全21巻）
- ALL NUDE（1999年、短編集）- 2006年に『スノウブラインド』として2編の新作を加えて再刊。
- クローン5（相談：いとうせいこう、『ヤングマガジンアッパーズ』、2001年 - 2002年、全4巻）
- サムライダー（『ヤングマガジンアッパーズ』、2003 - 2004年、全5巻） - 上記の「サムライダー」とは同名の別作品。
- ディアスポリス 異邦警察（脚本：リチャード・ウー、『モーニング』、2006年 - 2009年、全15巻）
- 老人賭博（原作：松尾スズキ、『モーニング』、2011年 - 2012年、全3巻） - 同名小説の漫画化
- ブロードウェイ・オブ・ザ・デッド 女ンビ -童貞SOS-（講談社『ネメシス』、2010年 - 2017年、全6巻）
- ディアスポリス -異邦警察- 999篇（脚本：リチャード・ウー、『モーニング』、2016年、全1巻） - 『ディアスポリス 異邦警察』の続編
- 最後の遊覧船（『ビッグコミックスペリオール』、2020年3号 - 18号、全2巻）
- SSSS すぎむらしんいち短編集（2023年、『ビッグコミックスペリオール』、2021年17号[6] - 19号[7][8]、2022年18号[9] - 19号[10][11]、2023年16号[12]）

### 単行本未収録
- 右向け左! ふぉーえばー（『週刊ヤングマガジン』2013年47号[13]）
- SSSS ロスト イン スーパーマーケット（『ビッグコミックスペリオール』2024年19号[14]）

### CDジャケットイラスト
- タチムカウ -狂い咲く人間の証明-（1997年・筋肉少女帯のシングル）
- I will Survive（1998年・真心ブラザーズのアルバム）

### 映画
- キューティーハニー（2004年）キャラクターデザイン

## メディア登場
- 浦沢直樹の漫勉 neo（NHK Eテレ 2020年10月15日） - 『最後の遊覧船』の製作過程を収録した画像を見ながら浦沢と対談した。